# 琴學易知
《琴學易知》，古琴譜，民國二十三年（1934年）宋彥成（字順之，號癯菴，1860-1936，蘇州宋宗元玄侄孫）輯。

## 琴譜介紹
稿本收藏於中國科學院圖書館，書中有民國二十一年自序，書中包括十一論和十曲。除照抄《與古齋》琴論外，宋彥成自己沒有琴論但很重視工尺。他在其序跋中主張彈琴家先把工尺念熟，再去彈琴，就容易上手。此書名《琴學易知》，及其采定各曲，都註有工尺，就是這個緣故。